# Ruch Chorzów
Ruch Chorzów ist ein Sportverein aus der polnischen Großstadt Chorzów (deutsch: Königshütte) im Oberschlesischen Revier, der vor allem für seine Fußballabteilung bekannt ist. Der Verein ist 14-maliger polnischer Fußballmeister und somit, gemeinsam mit dem Lokalrivalen Górnik Zabrze, Vizerekordmeister Polens. Zuletzt konnte Ruch im Jahre 1989 den Meistertitel erringen. Infolge finanzieller Schwierigkeiten stieg der Verein dreimal in Folge ab, spielt aber seit 2022/23 wieder in der zweitklassigen 1. Liga. Die Frauenhandballabteilung des Vereins ist neunmaliger polnischer Meister.

## Geschichte
Gegründet wurde der Verein im Jahre 1920 vor dem Hintergrund der Volkstumskämpfe in Oberschlesien in der damals noch preußischen Ortschaft Bismarckhütte von der Sportabteilung des polnischen Plebiszitkommissariats unter Wojciech Korfanty als Ruch Bismarkhuta. („Ruch“ bedeutet auf Deutsch „Bewegung“.) Er galt somit als Verein der Schlesischen Aufständischen. Nach dem Anschluss Ostoberschlesiens an Polen 1922 wurde die deutsche Ortsbezeichnung durch die polnische im Vereinsnamen ersetzt – Wielkie Hajduki. 1923 setzten die polnischen Behörden die Fusion von Ruch mit dem deutschen Verein Bismarckhütter Ballspielclub (BBC) durch, der über ein eigenes Stadion verfügte. Schon ein Jahr später (1924) wurde das Kürzel BBC aus dem Namen gestrichen.
Nachdem am 1. April 1939 die bis dahin selbständige Gemeinde Wielkie Hajduki an die benachbarte Stadt Chorzów angeschlossen worden war, nannte sich der Verein KS Ruch Chorzów. Mit dem Einmarsch der Wehrmacht in Polen im September 1939 wurde er von den deutschen Besatzungsbehörden für aufgelöst erklärt. Faktisch aber wurde er nur umbenannt: Er bekam eine deutsche Vereinsleitung und wurde unter dem alten Namen Bismarckhütter Ballspielclub neu registriert. Für ihn traten in der Gauliga Schlesien auch die bisherigen polnischen Nationalspieler Eryk Tatuś, Teodor Peterek und Gerard Wodarz an, die die deutsche Volksliste unterzeichnet hatten. Im November 1939 erhielt er den Namen der Anfang der zwanziger Jahre von den polnischen Behörden aufgelösten Bismarckhütter SV 99 (BSV). 1941, 1942 und 1944 wurde die BSV jeweils Vizegaumeister, 1943 erreichte er den 4. Platz.
Im Februar 1945 lösten die neuen polnischen Behörden den deutschen Verein offiziell auf. Faktisch bekam er seinen alten polnischen Namen zurück, ein Großteil der Spieler, die im Krieg in der Gauliga gespielt hatten, blieb. In ihren offiziellen Biografien blieb die Besatzungszeit ausgespart.
Mit der Welle der Liquidierung von Traditionsvereinen unter dem Stalinismus wurde der Klub 1948 nach sowjetischem Vorbild als KS Chemik Chorzów an ein Industriekombinat angeschlossen. Nach der Vereinigung mit anderen Betriebsmannschaften hieß er von 1949 an ZS Unia Chorzów. Erst mit dem politischen Tauwetter von 1956 konnte er zum alten Namen Ruch zurückkehren. Seit dem Jahr 2004 ist Ruch Chorzów in die Aktiengesellschaft Sportowa S.A. eingebunden.
Für die Saison 2007/08 erhielt der Verein vom polnischen Fußballverband zunächst keine Lizenz, da ein Schuldentilgungsplan aus dem Vorjahr vorgelegt wurde. Nachrücken sollte dafür die bereits abgestiegene Mannschaft von Wisła Płock. Diese Entscheidung wurde jedoch kurz darauf aufgehoben, so dass der Verein erstmals seit 2003 wieder in der Ekstraklasa spielte.
Am 18. November 2008 teilte der Verein mit, dass er schuldenfrei sei.
Größter Vereinserfolg nach der Jahrtausendwende war der Einzug ins polnische Pokalendspiel 2009, was jedoch im Stadion Śląski mit 0:1 gegen Lech Posen verloren ging. Auch im Jahr 2012 konnte man erneut das polnische Pokalendspiel erreichen, unterlag jedoch in Kielce mit 0:3 Legia Warschau. Insgesamt war es eine der besten Spielzeiten der letzten Jahrzehnte, da man neben dem Pokalfinaleinzug auch in der Ekstraklasa Vize-Meister wurde und mit nur einem Punkt Rückstand auf Śląsk Wrocław den großen Coup nur denkbar knapp verpasste. Von diesen Erfolgen unbeflügelt entpuppte sich die Ekstraklasa-Saison 2012/2013 als Achterbahnfahrt und so konnte man erst am letzten Spieltag den Klassenerhalt realisieren. Zwar war man als 15. sportlich abgestiegen, konnte jedoch aufgrund des direkten gewonnenen Duells gegen GKS Bełchatów und des Lizenzentzugs von Polonia Warschau die Klasse doch noch halten. In der folgenden Saison wurde man Dritter und qualifizierte sich für die Europa League, in der man in der Playoff-Runde an Metalist Charkiw scheiterte.
Am 2. Juni 2017 stieg der Verein, in einer turbulenten Saison, erneut in die Zweitklassigkeit ab. Zuvor wurde dem Verein bereits die Lizenz für kommende Saison entzogen. In der Saison 2017/18 folgte dann der Sturz in die Drittklassigkeit.
Die Saison 2018/19 beendete Ruch auf dem letzten Platz und war somit erneut abgestiegen und spielte seitdem in der viertklassigen 3. Liga. Nach zwei Aufstiegen in Folge spielt der Verein seit 2022 wieder zweitklassig.

## Erfolge
- Polnischer Meister (14): 1933, 1934, 1935, 1936, 1938, 1951, 1952, 1953, 1960, 1968, 1974, 1975, 1979, 1989
- Polnischer Vizemeister (6): 1950, 1956, 1963, 1970, 1973, 2012
- Polnischer Pokalsieger (3): 1951, 1974, 1996
- Polnischer Pokalfinalist (6): 1963, 1968, 1970, 1993 (Reserve), 2009, 2012
- Polnischer Superpokalsieger (2): 1989, 1996

## Fans

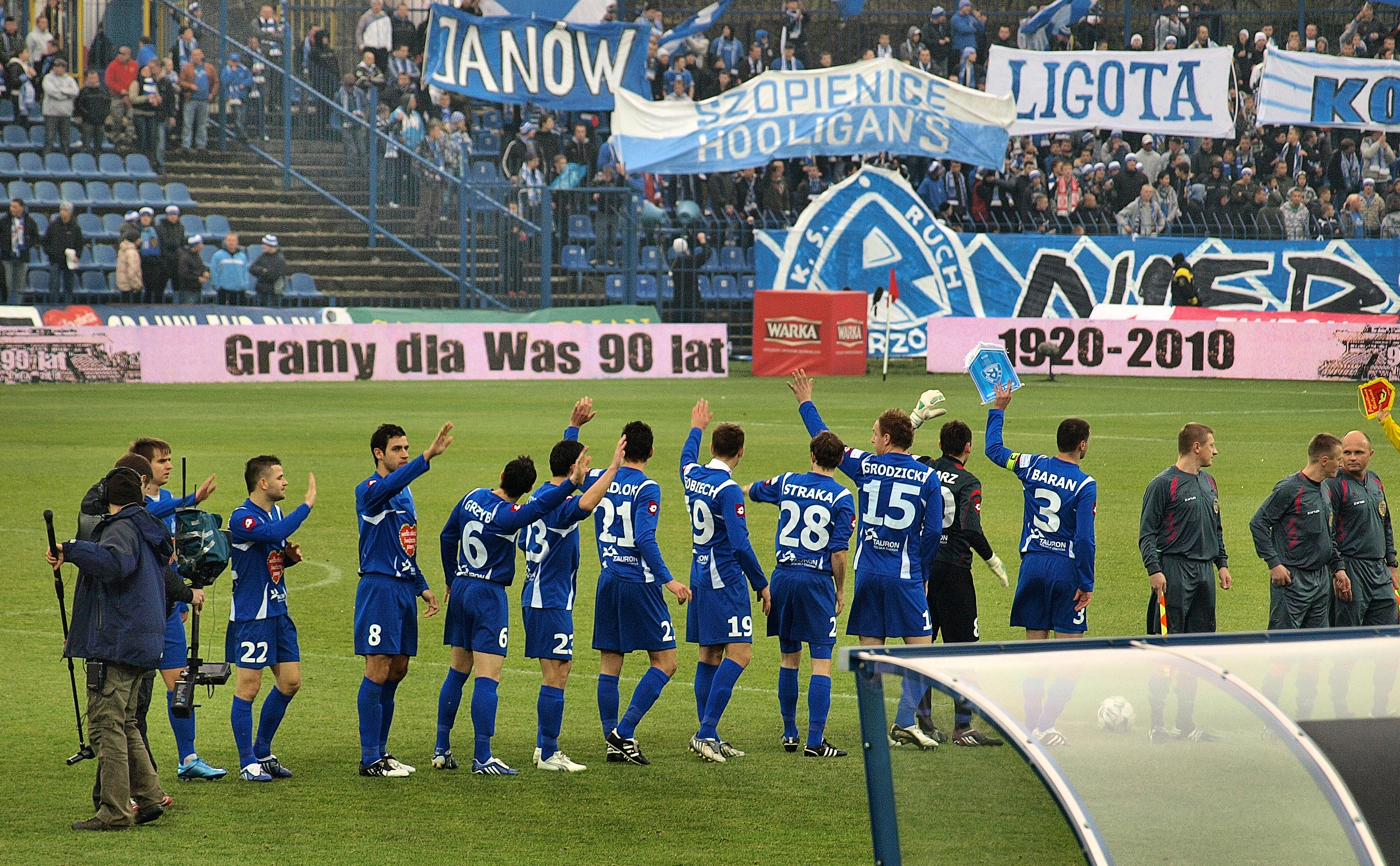
Spieler begrüßen die Fans, November 2009

Der KS Ruch Chorzów gilt als Club der Oberschlesier, vor allem für die Jugend, die sich mit und durch die Mannschaft zu ihrer oberschlesischen Identität bekennen (unter anderem durch Spruchbänder, Gesänge, Flaggen etc.). Die Fans von Ruch pflegen Fahnen mit dem deutschen Wort „Oberschlesien“ mit sich zu führen. Durch den polnischen Fußballverband PZPN wurde das Zeigen dieser Fahnen in den polnischen Stadien 2009 verboten.

## Stadion
Ruch Chorzów spielt im Stadion Miejski, das im Jahre 1935 erbaut wurde und eine Zuschauerkapazität von 10.000 Menschen fasst. Für die Zukunft bestehen Pläne für einen Stadionneubau, welche aber mit der momenten prekären finanziellen Lage des Vereins in weite Ferne rücken. Bei wichtigen internationalen Spielen weichen die Fußballer von Ruch auf das Stadion Śląski aus. Jenes Stadion hat eine Kapazität von 47.202 Plätzen.

## Platzierungen der letzten Spielzeiten
- 2002/03 – 14. Platz (Ekstraklasa, Abstieg)
- 2003/04 – 11. Platz (2. Liga)
- 2004/05 – 14. Platz (2. Liga)
- 2005/06 –07. Platz (2. Liga)
- 2006/07 –01. Platz (2. Liga, Aufstieg)
- 2007/08 – 10. Platz (Ekstraklasa)
- 2008/09 – 10. Platz (Ekstraklasa)
- 2009/10 –03. Platz (Ekstraklasa)
- 2010/11 – 12. Platz (Ekstraklasa)
- 2011/12 –02. Platz (Ekstraklasa)
- 2012/13 – 15. Platz (Ekstraklasa)
- 2013/14 –03. Platz (Ekstraklasa)
- 2014/15 – 10. Platz (Ekstraklasa)
- 2015/16 –08. Platz (Ekstraklasa)
- 2016/17 – 16. Platz (Ekstraklasa, Abstieg)
- 2017/18 – 18. Platz (1. Liga, Abstieg)
- 2018/19 – 18. Platz (2. Liga, Abstieg)
- 2019/20 – 3. Platz (3. Liga, bei Abbruch)
- 2020/21 – 1. Platz (3. Liga)

## Trainer
- Dušan Radolský (2007–2008)
- Boguslaw Pietrzak (2008–2009)
- Waldemar Fornalik (2009–2012)
- Tomasz Fornalik (Juli 2012 – September 2012)
- Jacek Zieliński (September 2012 – 16.09.2013)
- Dariusz Fornalak (16.09.2013 – 18.09.2013)
- Ján Kocian (2013–2014)
- Waldemar Fornalik (2014 – 23.04.2017)
- Krzysztof Warzycha (23.04.2017 – 10.09.2017)
- Juan Ramon Rocha (10.09.2017 – 04.04.2018)
- Dariusz Fornalik (04.04.2018 – 31.10.2018)
- Marek Wlecialowski (31.10.2018 – 18.04.2019)
- Karol Michalski (18.04.2019 – 30.06.2019)
- Lukasz Bereta (01.07.2019 – 30.06.2021)
- Jaroslaw Skrobacz (seit Juli 2021)

## Aktueller Kader 2024/25
- Stand: 13. Oktober 2024[13]

| Nr. |          | Position | Name                |
| --- | -------- | -------- | ------------------- |
| 1   | Polen    | TW       | Jakub Szymański     |
| 6   | Polen    | MF       | Mateusz Chmarek     |
| 7   | Polen    | MF       | Milosz Koczak       |
| 8   | Polen    | MF       | Patryk Sikora       |
| 10  | Polen    | MF       | Filip Starczynski   |
| 11  | Polen    | MF       | Jakub Myszor        |
| 13  | Polen    | MF       | Lukasz Moneta       |
| 14  | Spanien  | MF       | Nono                |
| 15  | Polen    | MF       | Martin Konczkowski  |
| 17  | Kroatien | AB       | Andrej Lukic        |
| 18  | Polen    | AB       | Ksawery Kwiatkowski |
| 19  | Polen    | MF       | Kamil Lipinski      |
| 20  | Polen    | MF       | Szymon Szymanski    |

| Nr. |          | Position | Name                |
| --- | -------- | -------- | ------------------- |
| 21  | Polen    | AB       | Maciej Sadlok       |
| 22  | Polen    | TW       | Marcel Potoczny     |
| 23  | Belgien  | MF       | Mohamed Mezghrani   |
| 24  | Polen    | ST       | Bartłomiej Barański |
| 25  | Slowakei | MF       | Denis Ventura       |
| 26  | Polen    | AB       | Lukasz Gora         |
| 27  | Polen    | MF       | Mateusz Szwoch      |
| 28  | Polen    | MF       | Filip Borowski      |
| 38  | Polen    | MF       | Szymon Karasinski   |
| 77  | Polen    | MF       | Wojciech Laski      |
| 86  | Ungarn   | ST       | Soma Novothny       |
| 88  | Polen    | TW       | Martin Turk         |
| 95  | Polen    | ST       | Daniel Szczepan     |

## Spieler
| - Marcin Baszczyński - Arkadiusz Bąk - Andrzej Buncol - Gerard Cieślik - Miroslav Dreszer - Daniel Dziwniel - Eugeniusz Faber - Waldemar Fornalik - Radosław Gilewicz - Rafał Grzelak | - Marcin Kuś - Zygmunt Maszczyk - Teodor Peterek - Egon Piechaczek - Matúš Putnocký - Artur Sobiech - Filip Starzyński - Edward Szymkowiak - Eduards Višņakovs - Krzysztof Warzycha - Ernst Willimowski - Gerard Wodarz - Marcin Zając - Marek Zieńczuk |

## Europapokalbilanz
| Saison  | Wettbewerb                    | Runde                  | Gegner                | Gesamt          | Hin     | Rück          |
| ------- | ----------------------------- | ---------------------- | --------------------- | --------------- | ------- | ------------- |
| 1969/70 | Messestädte-Pokal             | 1. Runde               | Wiener Sport-Club     | 6:5             | 2:4 (A) | 4:1 (H)       |
| 1969/70 | Messestädte-Pokal             | 2. Runde               | Ajax Amsterdam        | 1:9             | 0:7 (A) | 1:2 (H)       |
| 1970/71 | Messestädte-Pokal             | 1. Runde               | AC Florenz            | 1:3             | 1:1 (H) | 0:2 (A)       |
| 1972/73 | UEFA-Pokal                    | 1. Runde               | Fenerbahçe Istanbul   | 3:1             | 3:0 (H) | 0:1 (A)       |
| 1972/73 | UEFA-Pokal                    | 2. Runde               | Dynamo Dresden        | 0:4             | 0:1 (H) | 0:3 (A)       |
| 1973/74 | UEFA-Pokal                    | 1. Runde               | Wuppertaler SV        | 8:6             | 4:1 (H) | 4:5 (A)       |
| 1973/74 | UEFA-Pokal                    | 2. Runde               | FC Carl Zeiss Jena    | 3:1             | 3:0 (H) | 0:1 (A)       |
| 1973/74 | UEFA-Pokal                    | 3. Runde               | Honvéd Budapest       | 5:2             | 0:2 (A) | 5:0 (H)       |
| 1973/74 | UEFA-Pokal                    | Viertelfinale          | Feyenoord Rotterdam   | 2:4             | 1:1 (H) | 1:3 n. V. (A) |
| 1974/75 | Europapokal der Landesmeister | 1. Runde               | Hvidovre IF           | 2:1             | 0:0 (A) | 2:1 (H)       |
| 1974/75 | Europapokal der Landesmeister | 2. Runde               | Fenerbahçe Istanbul   | 4:1             | 2:1 (H) | 2:0 (A)       |
| 1974/75 | Europapokal der Landesmeister | Viertelfinale          | AS Saint-Étienne      | 3:4             | 3:2 (H) | 0:2 (A)       |
| 1975/76 | Europapokal der Landesmeister | 1. Runde               | Kuopion PS            | 7:2             | 5:0 (H) | 2:2 (A)       |
| 1975/76 | Europapokal der Landesmeister | 2. Runde               | PSV Eindhoven         | 1:7             | 1:3 (H) | 0:4 (A)       |
| 1979/80 | Europapokal der Landesmeister | 1. Runde               | BFC Dynamo            | 1:4             | 1:4 (A) | 0:0 (H)       |
| 1989/90 | Europapokal der Landesmeister | 1. Runde               | ZSKA Sofia            | 2:6             | 1:1 (H) | 1:5 (A)       |
| 1996/97 | Europapokal der Pokalsieger   | Qualifikation          | TNS Llansantffraid    | 6:1             | 1:1 (A) | 5:0 (H)       |
| 1996/97 | Europapokal der Pokalsieger   | 1. Runde               | Benfica Lissabon      | 1:5             | 1:5 (A) | 0:0 (H)       |
| 1998    | UEFA Intertoto Cup            | 1. Runde               | FK Austria Wien       | 3:2             | 1:0 (A) | 2:2 (H)       |
| 1998    | UEFA Intertoto Cup            | 2. Runde               | Örgryte IS            | (a)2:2(a)       | 1:2 (A) | 1:0 (H)       |
| 1998    | UEFA Intertoto Cup            | 3. Runde               | CF Estrela Amadora    | 2:2 (4:2 i. E.) | 1:1 (H) | 1:1 n. V. (A) |
| 1998    | UEFA Intertoto Cup            | Halbfinale             | Debreceni VSC         | 4:0             | 1:0 (H) | 3:0 (A)       |
| 1998    | UEFA Intertoto Cup            | Finale                 | FC Bologna            | 0:3             | 0:1 (A) | 0:2 (H)       |
| 2000/01 | UEFA-Pokal                    | Qualifikation          | FK Žalgiris Vilnius   | 7:2             | 1:2 (A) | 6:0 (H)       |
| 2000/01 | UEFA-Pokal                    | 1. Runde               | Inter Mailand         | 1:7             | 0:3 (H) | 1:4 (A)       |
| 2010/11 | UEFA Europa League            | 1. Qualifikationsrunde | Schachtjor Qaraghandy | 3:1             | 2:1 (A) | 1:0 (H)       |
| 2010/11 | UEFA Europa League            | 2. Qualifikationsrunde | FC Valletta           | (a)1:1(a)       | 1:1 (A) | 0:0 (H)       |
| 2010/11 | UEFA Europa League            | 3. Qualifikationsrunde | FK Austria Wien       | 1:6             | 1:3 (H) | 0:3 (A)       |
| 2012/13 | UEFA Europa League            | 2. Qualifikationsrunde | FK Metalurg Skopje    | 6:1             | 3:1 (H) | 3:0 (A)       |
| 2012/13 | UEFA Europa League            | 3. Qualifikationsrunde | FC Viktoria Plzeň     | 0:7             | 0:2 (H) | 0:5 (A)       |
| 2014/15 | UEFA Europa League            | 2. Qualifikationsrunde | FC Vaduz              | 3:2             | 3:2 (H) | 0:0 (A)       |
| 2014/15 | UEFA Europa League            | 3. Qualifikationsrunde | Esbjerg fB            | (a)2:2(a)       | 0:0 (H) | 2:2 (A)       |
| 2014/15 | UEFA Europa League            | Play-offs              | Metalist Charkiw      | 0:1             | 0:0 (H) | 0:1 (A)       |

Gesamtbilanz: 66 Spiele, 22 Siege, 17 Unentschieden, 27 Niederlagen, 91:105 Tore (Tordifferenz −14)

## Handball

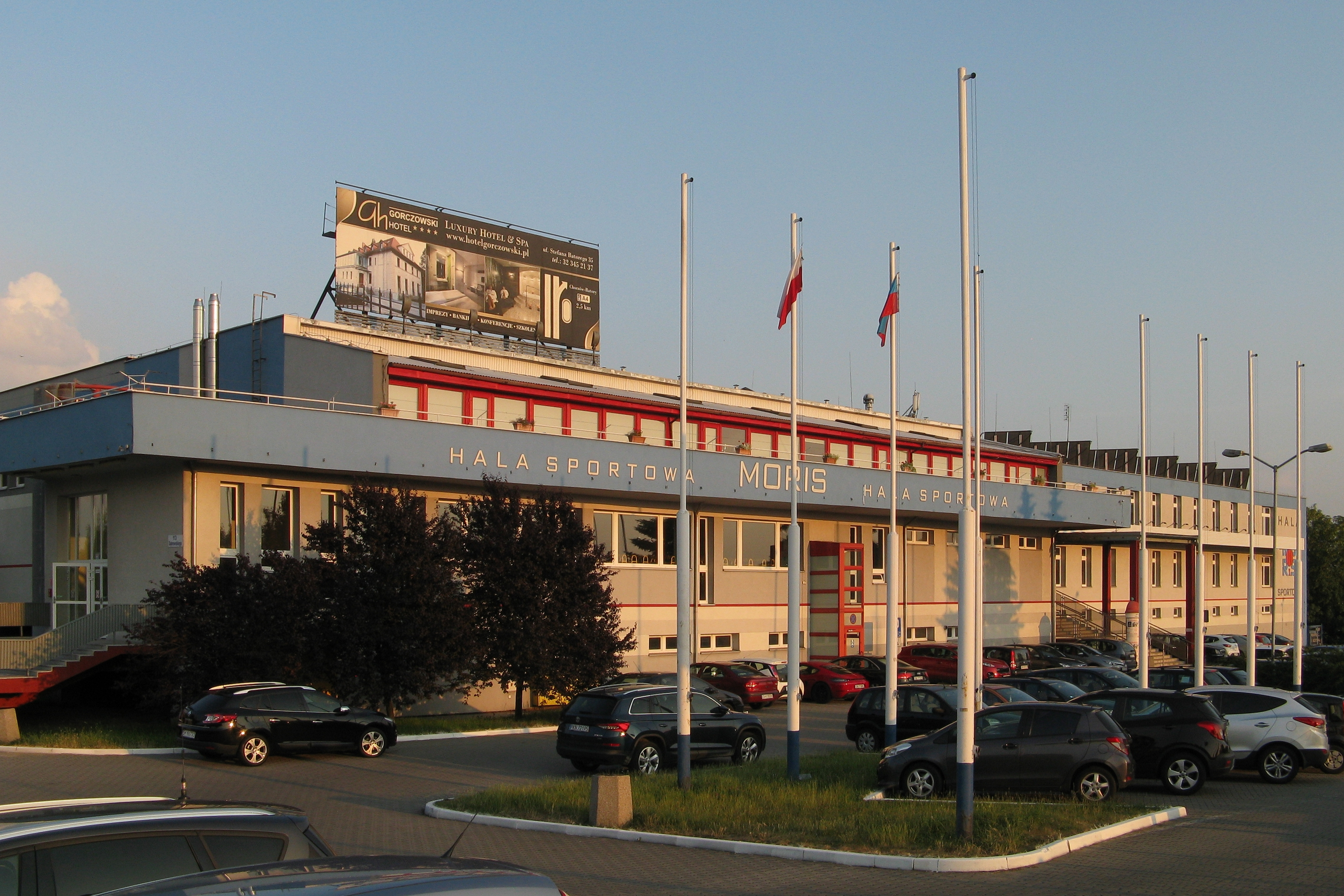
Die Hala MORiS, die Heimspielstätte der Handballerinnen

Seit 1951 besitzt der Verein eine Abteilung für Handball der Frauen. Sie gewann bislang neun polnische Meistertitel in den Jahren 1962, 1963, 1964, 1973, 1974, 1975, 1977, 1978 und 1980.